# Romain Duris
Romain Duris (født 28. maj 1974) er en fransk skuespiller.
Han blev favoritskuespiller[kilde mangler] i Cedric Klapisch' film "Den spansk lejlighed" (L'auberge espagnole) i 2002, hvori han spiller Audrey Tautous kæreste, og i filmen Når katten er væk i 1996.
I 2007 spillede han den franske kunster Molière i filmen af samme navn.
Han spiller tit unge på sin egen alder i de forskellige film, som han medvirker i.

## Filmografi
- Gadjo Dilo (1997)
- Dobermann (1997)
- L'auberge espagnole (2002) med Audrey Tautou
- Den russiske dukke (2006) med Audrey Tautou
- Dans Paris (2006)
- Molière (2007)
- Afterwards (2008)
- Paris (2008)
- Persecution (2009) af Patrice Chéreau med Charlotte Gainsbourg